# Liga Apuseană a Moților
Liga Apuseană a Moților – rumuńska organizacja antykomunistyczna w 1949 roku.
Organizację utworzył w 1949 roku Alexandru Lazăr, magazynier w fabryce drutu w mieście Câmpia Turzii, który z powodu represji komunistycznych zbiegł w lasy w rejonie Baia de Arieș w Górach Zachodniorumuńskich. Dołączył do niego inż. Traian Macavei, pracujący w tej samej fabryce. Okoliczni chłopi dostarczali im żywność i ubranie. Po przyłączaniu się innych prześladowanych osób została utworzona organizacja pod nazwą Liga Apuseană a Moților. Działalność ograniczała się do kolportowania antykomunistycznych ulotek w Câmpia Turzii, Turdzie i Klużu-Napoce. Dosyć szybko organy bezpieczeństwa aresztowały A. Lazăra, gdy udawał się na spotkanie z T. Macavei. Po wydobyciu z niego w wyniku tortur informacji o miejscu przebywania pozostałych członków organizacji zostali oni schwytani. Ogółem aresztowano ok. 150 osób, głównie chłopów i robotników z fabryki drutu. Trybunał wojskowy w Klużu-Napoce 9 stycznia 1950 roku skazał A. Lazăra na karę 10 lat więzienia. Pozostali otrzymali mniejsze kary.